# Apollinarisstadion
Das Apollinarisstadion ist ein Fußballstadion mit Leichtathletikanlage in der rheinland-pfälzischen Stadt Bad Neuenahr-Ahrweiler. Die Anlage hat ein Fassungsvermögen von 4558 Plätzen. Die Haupttribüne ist überdacht und bietet Platz für 450 Sitzplätze. Die beheizte Spielfläche aus Naturrasen ist von einer Leichtathletikanlage mit sechs Bahnen umgeben. Neben dem Stadion befindet sich ein zweiter Fußballplatz, der mit Kunstrasen ausgestattet ist.
Der Hauptnutzer war bis zur Auflösung 2013 der Frauen-Fußball-Bundesligist SC 07 Bad Neuenahr. Seitdem nutzt der Nachfolgeverein SC 13 Bad Neuenahr die Spielstätte. Auch der Ahrweiler BC trägt hier Spiele aus. Neben den Fußballspielen nutzt der TuS Ahrweiler das Apollinarisstadion für Leichtathletikwettkämpfe.

## Zerstörung durch die Ahrtalflut 2021 und Wiederaufbau
Im Zuges des Ahrhochwassers im Juli 2021 wurde das Apollinarisstadion überschwemmt und schwer verwüstet. Im April 2022 wurde berichtet, dass das Apollinarisstadion wieder aufgebaut wird. Für die Umsetzung des Wiederaufbaus, dessen Kosten durch den Wiederaufbaufonds realisiert werden soll, wurde die Dr. Matthias & Moors Planungsgesellschaft aus Taunusstein mit den Planungen beauftragt. Die Fertigstellung des Mittelplatzes war ursprünglich für den Frühjahr 2023 geplant. Die Wiedereröffnung des Mittelplatzes fand am 11. Juni 2023 statt.
Im Zuge der Aufräumarbeiten unmittelbar nach der Flutkatastrophe diente das zerstörte Apollinarisstadion als Schuttplatz. Zu dem Zeitpunkt der Fertigstellung des Mittelplatzes befand sich der Hauptplatz des Stadions noch im Wiederaufbau. Auf dem Spielfeld des westlichen Sportplatzes befindet sich ein provisorisches Containerdorf für von der Flut betroffene Menschen. Es ist geplant, dass das Dorf als erstes zum Abbau freigegeben wird, damit im Jahr 2024 mit dem Wiederaufbau des Westplatzes begonnen werden kann.

## Länderspiele
Die deutsche Nationalmannschaft der Frauen spielte bisher einmal im Apollinarisstation. Am 26. Juni 2007 wurde in diesem Stadion das erste Länderspiel der deutschen U-23-Nationalmannschaft der Frauen ausgetragen. Gegner war die U-23-Auswahl Norwegens.
| Länderspiele  | Länderspiele              | Länderspiele | Länderspiele           | Länderspiele |
| Datum         | Begegnung                 | Begegnung    | Begegnung              | Ergebnis     |
| ------------- | ------------------------- | ------------ | ---------------------- | ------------ |
| 01. Apr. 1987 | BR Deutschland            | –            | Niederlande            | 3:1          |
| 26. Juni 2007 | Deutschland (U-23-Frauen) | –            | Norwegen (U-23-Frauen) | 1:0          |